# Louis Janthial
Louis Gilbert Janthial né le 6 février 1904 dans le 14e arrondissement de Paris et mort le 14 juillet 1965 au Kremlin-Bicêtre est un sculpteur français.

## Biographie
Fils de Marie Clotilde Janthial (morte en 1923), brocheuse, Louis Janthial entre à l'École nationale supérieure des beaux-arts de Paris en 1925 grâce à un secours de la Ville de Paris. Remarqué lors de travaux de restauration d'œuvres d'art au Palais Bourbon, il expose régulièrement ses sculptures, essentiellement des bustes, au Salon des indépendants et au Salon des artistes français où il obtient une mention en 1931 puis une médaille de bronze en 1935. 
Son emploi de manutentionnaire dans l'administration des Postes lui permet de participer tout aussi régulièrement au Salon des artistes des PTT dans les années 1930,. Marié depuis environ quatre mois, Louis Janthial est fait prisonnier en mai 1940 lors de la bataille de France et interné au Frontstalag 124 de Troyes. Les commandes vont se raréfier pendant les périodes difficiles de l'Occupation et de l'après-guerre.
Il reste surtout connu pour ses œuvres monumentales issues de commandes publiques.

## Œuvres
- 1927 : Jean Richepin, buste, Salon des indépendants[10].
- 1928 : Tête moderne, sculpture en plâtre, projet pour applique lumineuse, Salon des indépendants (no 1782).
- 1928 : Étude (portrait), sculpture en plâtre, Salon des indépendants (no 1783)[11].
- 1930 : Le Prince Cantacuzène, buste en plâtre, Salon des artistes français.
- 1933 : Suzy Wincker, buste, Salon des artistes français[12].
- 1933 : Roger Salengro, médaillon uniface en bronze.
- 1933 : André Salmon, médaillon uniface en bronze.
- 1934 : Les trois Âges de la vie, trois bas-reliefs en pierre ornant la corniche du pavillon d'entrée du cimetière de Passy à Paris[13] (architecte : René Berger).
- 1935 : Tête de femme, buste pour le cimetière de Passy à Paris, Salon des artistes français[14].
- 1936 : Les Chansons de Bilitis, bas-relief en pierre, Salon des Tuileries[15].
- 1939 : Notre-Dame de Bonne Nouvelle, médaille de la patronne de la radio[16].
- 1939 : Monument aux morts du 2e arrondissement de Paris[17].
- 1955 : Le Mineur, statue, Centre historique minier de Lewarde.

## Récompenses
- Mention au Salon des artistes français en juin 1931[18].
- Médaille de bronze décernée par la Société des artistes français en mai 1935[19].

## Distinctions
- Officier d'académie par un arrêté du ministre de l'Éducation nationale de mars 1939[20].